# Sandhofen
Sandhofen è uno Stadtbezirk esterno della città tedesca di Mannheim, nel Baden-Württemberg. Conta circa 13.000 abitanti.